# Rudis Corrales
Rudis Alberto Corrales Rivera (Sociedad, 6 novembre 1979) è un calciatore salvadoregno, di ruolo attaccante.